# Người Kiến
Người kiến (Ant-Man) là tên của một vài nhân vật siêu anh hùng hư cấu xuất hiện trong sách phát hành bởi Marvel Comics. Được tạo ra bởi Stan Lee, Larry Lieber và Jack Kirby, Ant-Man xuất hiện lần đầu tiên trong Tales to Astonish #27 (tháng 1 năm 1962). Danh hiệu này nguyên bản thuộc về nhà khoa học thiên tài Hank Pym sau khi phát minh ra nguyên tử cho phép ông thay đổi kích thước; tuy nhiên, Scott Lang và Eric O'Grady cũng đã từng lấy danh hiệu Ant-Man.

## Tiểu sử nhân vật hư cấu
Qua nhiều năm, một số nhân vật khác nhau đã được giữ danh hiệu Ant-Man, phần lớn họ đều có liên kết với Avengers.

### Hank Pym
Nhà sinh học, vật lý học và chuyên gia hạt nhân Dr. Henry 'Hank' Pym quyết định trở thành một siêu anh hùng sau khi khám phá ra một chất hóa học (hạt Pym) cho phép người dùng thay đổi kích thước của họ. Biến nó thành chiếc áo giáp cùng với chiếc mũ bảo hiểm có khả năng kiểm soát kiến, Pym có thể thu nhỏ mình lại tới kích thước của côn trùng để trở thành Người Kiến. Ông sớm chia sẻ khám phá của mình với bạn gái Janet van Dyne, đồng đội cùng chống tội phạm của ông biệt danh Wasp. Cặp đôi này đã trở thành các thành viên đầu tiên của biệt đội Avengers, chiến đấu với đối thủ như nhà khoa học điên Egghead, người đột biến Whirlwind, và Ultron. Tuy Pym là Ant-Man nguyên bản, ông cũng đã lấy các danh hiệu khác như Giant-Man, Goliath, Yellowjacket, và Wasp sau khi Janet liều chết trong Secret Invasion.

### Scott Lang
Scott Lang từng là một kẻ trộm trước khi trở thành Người Kiến sau khi ăn cắp bộ giáp Ant-Man để cứu con gái mình Cassandra "Cassie" Lang khỏi bệnh tim. Từ bỏ cuộc đời trộm cắp, anh lấy danh hiệu Ant-Man với sự động viên của Hank Pym. Anh trở thành một đồng minh của Fantastic Four, và gần đây nhất là một thành viên toàn thời gian của đội Avengers. Đã từng có khoảng thời gian anh hẹn hò Jessica Jones. Một thời gian sau anh bị giết bởi Scarlet Witch cùng với Vision và Hawkeye trong sự kiện Avengers Disassembled,.